# Igreja Católica Grega

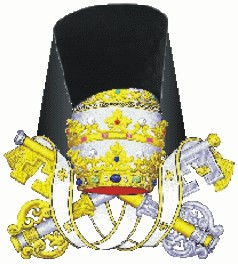
Símbolo das Igrejas Católicas Orientais

A Igreja Católica Grega ou Igreja Greco-Católica, também Igreja Católica Helênica, Igreja Católica de Rito Grego e  Igreja Católica Ortodoxa Grega (em grego:  Ελληνόρρυθμη Καθολική Εκκλησία) refere-se a várias Igrejas Católicas Orientais que seguem a liturgia bizantina ou grega (em latim: Ritus Graecus), originárias de Constantinopla, consideradas coletivamente ou individualmente.
A comunidade de católicos romanos deste padrão é geralmente chamada "Uniata" da palavra latina unitus, que significa "unidos" e significa a Igreja Ortodoxa que tentou se unir com a Igreja Ocidental de acordo com as decisões do Sínodo de Ferrara-Florença (1439). Os greco-católicos têm plena comunhão com a Igreja de Roma e do Papa, mas mantêm as tradições litúrgicas e o calendário da Igreja Ortodoxa. Eles reconhecem todos os dogmas e teologia da Igreja Católica Romana, enquanto honram todos os santos ortodoxos, exceto aqueles reconhecidos pelos ortodoxos após o Sínodo de Ferrara-Florença (1439).

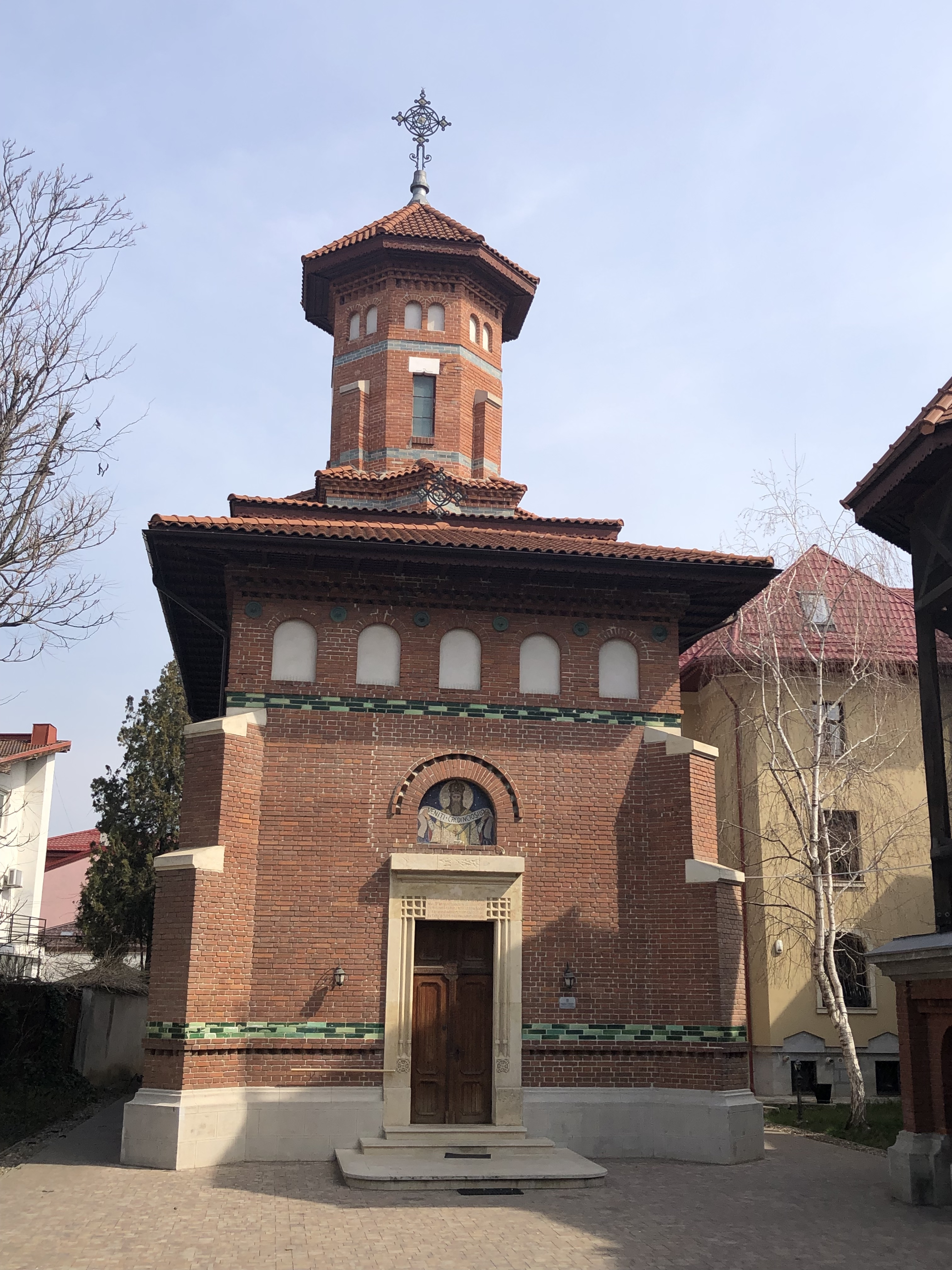
Catedral Greco-Católica de São Basílio Magno em Strada Polonă, Bucareste, Romênia.

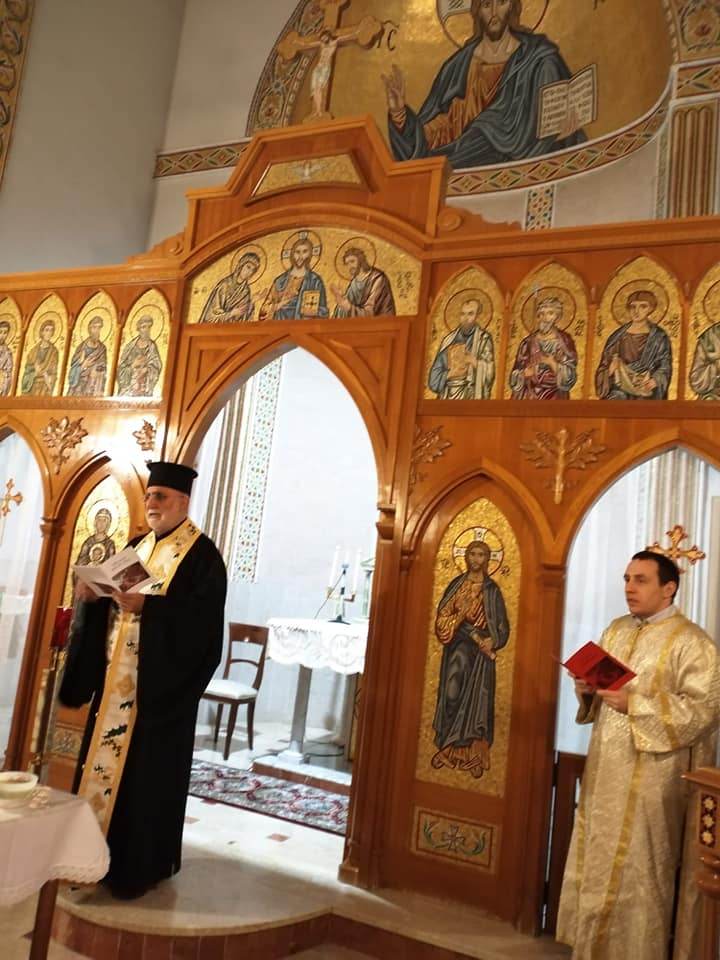
Sacerdote albanês da Itália (ítalo-albanês), Eparquia de Piana deli Albanese, Igreja ítalo-bizantina.

Os termos católico grego, Igreja Católica Grega ou greco-católico, Igreja Greco-Católica ou católico bizantino, Igreja Católica Bizantina podem referir-se a:
- Individualmente, qualquer uma das 14 das 23 Igrejas católicas orientais que usam o rito bizantino, também conhecido como Rito grego :
  - Igreja Católica Grega da Albânia;
  - Igreja Católica Grega da Bielorrússia;
  - Igreja Católica Grega Búlgara;
  - Igreja Católica Grega da Croácia e Sérvia;
  - Igreja Católica Bizantina Grega, na Grécia e na Turquia;
  - Igreja Católica Grega Húngara;
  - Igreja Católica ítalo-albanesa;
  - Igreja Católica Grega da Macedônia;
  - Igreja Católica Grega Melkita
  - Igreja Católica Grega Romena;
  - Igreja Católica Grega Russa;
  - Igreja Católica Grega Rutena;
  - Igreja Católica Grega Eslovaca;
  - Igreja Católica Grega da Ucrânia.
- Qualquer outro grupo de católicos orientais seguindo o rito bizantino:
  - Católicos de rito bizantino da Geórgia;
  - Um Ordinariato para fiéis católicos orientais sem um ordinário apropriado, em 6 países.
- A Igreja Católica na Grécia, a hierarquia católica romana de rito latino na Grécia.